# Maroko na Letních olympijských hrách 2016
Maroko na Letních olympijských hrách v roce 2016.

## Medailisté
| Medaile | Jméno          | Sport | Soutěž                            |
| ------- | -------------- | ----- | --------------------------------- |
| Bronz   | Mohammed Rabii | Box   | Muži lehká střední váha (– 69 kg) |